# Journey (groupe)
Pour les articles homonymes, voir Journey.
Journey est un groupe américain de rock fondé en 1973 à San Francisco autour de Neal Schon et Gregg Rolie, anciens musiciens du groupe Santana. Le plus fort de son succès commercial a eu lieu entre 1978 et 1987, après quoi le groupe s'est temporairement séparé. Le groupe s'est ensuite reformé dans les années 1990 avec une succession de chanteurs.
Durant la période de 1978 à 1987, Journey a sorti une série de tubes, dont Don't Stop Believin' (1981), qui est devenu en 2009 la chanson la plus vendue de l'iTunes Store,,. Escape, l'album studio sur lequel figure le titre, est le huitième album du groupe et celui qui a eu le plus de succès. Il a atteint la première place du Billboard 200 et contient un autre single populaire, Open Arms. L'album suivant, Frontiers (1983), eut presque autant de succès aux États-Unis, atteignant la deuxième place du Billboard 200 avec plusieurs singles réussis ; il élargit la notoriété du groupe au Royaume-Uni, où il atteint la 6e place au UK Albums Chart.
Au total, le groupe compte deux disques d'or, huit albums multi-platine (sept albums consécutifs entre 1978 et 1987) et un disque de diamant. Dix-huit de leurs singles furent classés dans le Top 40 Mainstream aux États-Unis, desquels six ont atteint le Top 10 du Billboard Hot 100 et deux la première place.
Leur musique initialement proche du jazz-rock et du rock progressif, s'oriente vers le soft rock au fil des albums, notamment avec l'arrivée de Steve Perry au chant en 1977, puis le départ de Gregg Rolie au profit de Jonathan Cain au clavier en 1981. Journey sera décrit par AllMusic comme s'étant bâti dès 1978 la réputation d'un des « groupes de pop/rock commercial les plus aimés (et parfois détestés) d'Amérique ».
Selon la Recording Industry Association of America, Journey a vendu 47 millions d'albums aux États-Unis, ce qui en fait le 28e groupe le plus vendu. Au niveau mondial, les ventes de disques du groupe ont dépassé les 60 millions, ce qui en fait l'un des plus grands vendeurs de l'histoire de la musique,. En 2005, un sondage d'USA Today a nommé Journey cinquième meilleur groupe de rock américain,. Leurs chansons sont devenues des incontournables du rock et sont encore jouées sur les radios du monde entier.

## Histoire

### Formation, 1973–76
Les membres originaux de Journey arrivèrent ensemble à San Francisco en 1973 sous les auspices de l'ancien manager de Santana, Herbie Herbert. À l'origine, le groupe s'appelait the Golden Gate Rhythm Section et il était prévu qu'il soit le backing band d'artistes bien établis de la Bay Area. En faisaient partie d'anciens musiciens de Santana, Neal Schon à la guitare solo et Gregg Rolie aux claviers et au chant. Le bassiste Ross Valory et le guitariste rythmique George Tickner, tous deux du groupe Frumious Bandersnatch, complétaient la formation. Prairie Prince des Tubes était le batteur. Le groupe laissa rapidement tomber le concept de « backing band » et développa un style distinctif de jazz fusion. Après un concours sans succès à la radio pour trouver un nom au groupe, le roadie John Villaneuva suggéra le nom « Journey ». Leur première apparition en public eut lieu au Winterland Ballroom le soir du réveillon du jour de l'an en 1973. Prairie Prince rejoignit The Tubes peu de temps après et le groupe engagea le batteur britannique Aynsley Dunbar, qui avait récemment travaillé avec John Lennon et Frank Zappa. Le 5 février 1974, la nouvelle composition donna son premier concert au Great American Music Hall et Columbia Records leur garantit un contrat d'enregistrement.
Journey sortit son premier album éponyme en 1975. Le guitariste rythmique Tickner quitta le groupe avant qu'il ne finisse son deuxième album, Look Into The Future (1976). Aucun de ces deux albums n'eut de véritable succès commercial, ainsi Schon, Valory et Dunbar prirent des leçons de chant pour essayer d'ajouter des harmonies vocales à la voix de  Gregg Rolie. L'année suivante l'album Next, contient des chansons plus courtes avec plus de voix et Neal Schon figure comme chanteur soliste sur deux d'entre elles

### Nouvelle direction musicale, 1977-80
Les ventes d'album de Journey n'augmentèrent pas et Columbia Records leur demanda de changer leur style musical et de prendre un chanteur soliste, avec lequel le claviériste Gregg Rolie pourrait partager son travail en tant que vocaliste. Le groupe engagea Robert Fleischman et effectua une transition vers un style plus populaire, semblable à celui de Foreigner et Boston. Journey effectua une tournée avec Fleischman en 1977 et le nouveau groupe écrivit ensemble le tube « Wheel in the Sky ». Cependant, les fans ne furent pas enthousiasmés par le changement et des différences de gérant causèrent le départ de Fleischman la même année,.
Fin 1977, Journey engagea Steve Perry comme nouveau chanteur. Ce dernier apporta à la formation un son ténor plus propre et Journey devint un véritable groupe pop. Leur quatrième album, Infinity (1978), atteignit la 21e place des charts et offrit au groupe son premier disque de platine certifié RIAA en plus des tubes « Lights » (#68 U.S.) et « Wheel in the Sky » (#57 U.S.).
Fin 1978, leur manager Herbie Herbert renvoya le batteur Aynsley Dunbar qui rejoignit leurs rivaux de la Bay Area Jefferson Starship peu de temps après. Il fut remplacé par le batteur jazz Steve Smith, formé à Berklee. Perry, Schon, Rolie, Smith et Valory enregistrèrent en 1979 l'album Evolution, qui offrit au groupe son premier single dans le Top 20 du Billboard Hot 100, Lovin', Touchin', Squeezin' (#16); et en 1980 l'album Departure, qui atteint la huitième place des charts et contenait le tube « Any Way You Want It », situé dans le Top 25.
Le succès nouveau de Journey leur apporta une base de fans presque entièrement nouvelle. Lors de la tournée mondiale de Departure en 1980, le groupe enregistra un album live, Captured issu des concerts de Montréal, Tokyo et Detroit. Il enregistra aussi la bande son du film Yume, Yume No Ato au Japon.
Le claviériste Gregg Rolie quitta alors pour la deuxième fois de sa carrière un groupe qui avait du succès. Le groupe fit appel au claviériste Stevie "Keys" Roseman pour enregistrer l'unique chanson studio de Captured, "The Party's Over (Hopelessly in Love), " mais Rolie recommanda le pianiste Jonathan Cain des Babys pour le remplacer. Cain remplaça l'orgue Hammond de Rolie par ses propres claviers: le groupe était prêt pour une nouvelle décennie dans laquelle il atteindrait le plus fort de son succès musical.

### Sommet de la popularité, 1981–83
Journey sortit son huitième album, Escape, en 1981. Il est aujourd'hui le plus vendu du groupe: il a reçu neuf disques de platine certifiés RIAA. L'album prit la première place des charts américains en 1981 et contient trois tubes classés alors dans le top 10: Who's Cryin' Now, Don't Stop Believin' et Open Arms. Ce dernier titre est celui de Journey qui a été le plus haut placé dans le hit-parade à ce jour: il est resté no 2 pendant six semaines consécutives et a atteint la 34e place du Billboard Hot 100 de fin 1982. MTV enregistra une cassette vidéo d'un de leurs deux concerts à Houston le 6 novembre 1981. Ils y jouèrent à guichet fermé devant plus de 20 000 spectateurs.
Profitant de son succès, le groupe enregistra des publicités à la radio pour Budweiser et vendit les droits sur sa musique et son apparence pour usage dans deux jeux vidéo : le jeu d'arcade Journey de Bally/Midway et Journey Escape de Data Age pour l'Atari 2600. Journey participera en 1982 a la bande son du film Tron, avec 2 titres, Only Solutions et 1990's Theme un instrumental.
Le groupe ne plut toutefois pas à la critique. Le Rolling Stone Record Guide de 1983 ne donnait à chaque album du groupe qu'une seule étoile, et Dave Marsh (en) écrivit que Journey était une impasse pour le rock de la région de San Francisco. Marsh consacrera plus tard Escape comme l'un des pires albums de tous les temps à avoir atteint la première place.
L'album suivant, Frontiers (1983), ne démentit pas leur succès commercial : il atteignit la deuxième place des charts et près de six millions de disques furent vendus. L'album contient quatre tubes ayant atteint le Top 40 : Separate Ways, qui atteignit la huitième place, Faithfully (en), qui atteignit la douzième place, Send Her My Love et After the Fall, qui atteignirent tous deux la vingt-troisième place. À ce moment, Journey était devenu le groupe effectuant le plus de tournées et d'enregistrements au monde. Pendant la tournée de Frontiers, le groupe signa un contrat avec NFL Films pour réaliser un documentaire vidéo sur leur vie en tournée, Frontiers and Beyond. Certaines scènes du documentaire furent prises au JFK Stadium à Philadelphie en Pennsylvanie, avec une affluence de plus de 80 000 spectateurs.

### Séparation, 1984–94
Après la tournée de Frontiers, Journey décida de prendre un peu de congé. Le chanteur Steve Perry et le guitariste Neal Schon menèrent tous deux des projets en solo entre 1982 et 1985. Le groupe sortit deux chansons initialement prévues pour Frontiers : Ask the Lonely sur la bande son du film Two of a Kind en 1983 et Only the Young sur la bande son de Vision Quest en 1985. Only the Young atteignit la neuvième place du Billboard Hot 100. Quand Journey revint finalement pour enregistrer l'album Raised on Radio en 1986, le bassiste Ross Valory et le batteur Steve Smith furent renvoyés du groupe à cause de différences sur les plans musical et professionnel,. Deux musiciens de studio remplirent les places vacantes : Randy Jackson, futur juge d'American Idol, et Larrie Londin, musicien de session bien établi . L'album fut certifié plusieurs fois disque de platine, avec plus de deux millions d'exemplaires vendus. Il contient quatre titres qui atteignirent le top 20 : Be Good to Yourself (#9), I'll Be Alright Without You (#14), Girl Can't Help It et Suzanne, ces deux derniers atteignant la dix-septième place. Les bassiste et batteur de la tournée furent respectivement Jackson et Mike Baird. MTV enregistra la tournée en vidéo et en fit un documentaire incluant des interviews avec les membres du groupe et des séquences du concert du Mountain Aire Festival à Angels Camp (Californie).[citation nécessaire] Mais comme Perry était incapable ou peu disposé à rester activement impliqué, le groupe annula la suite de la tournée et en 1987 se mit en pause pour une durée prolongée et indéterminée,.
Schon et Cain passèrent le reste de cette année à collaborer avec des artistes tels que Jimmy Barnes et Michael Bolton avant de faire équipe avec les anciens camarades de Cain du temps où il jouait avec les Babys, John Waite et Ricky Phillips, pour former en 1988 le supergroupe Bad English avec le batteur Deen Castronovo. Après l'échec de Bad English en 1991, Schon et Castronovo formèrent le groupe de glam metal Hardline avec les frères Johnny and Joey Gioeli, avant de rejoindre le backing band de Paul Rodgers en 1994. Cain se concentra sur sa carrière solo les années suivantes. Steve Smith se consacra à ses groupes de jazz, Vital Information et Steps Ahead, et fit équipe avec Ross Valory et Gregg Rolie pour créer The Storm avec le chanteur Kevin Chalfant et le guitariste Josh Ramos.
Entre 1987 et 1995, Columbia Records sortit trois compilations de Journey, dont la compilation de 1988 qui reste le disque le plus vendu du groupe. Il continue à s'en vendre entre 500 000 et 1 000 000 exemplaires par année, ce qui en faisait en décembre 2008 le sixième album compilation le plus vendu aux États-Unis.

### Réunion, 1995–97
En 1991, Perry, Schon et Cain se réunirent pour le temps d'un concert organisé en l'hommage du promoteur Bill Graham durant lequel ils jouèrent Faithfully et Lights. En octobre 1993, Kevin Chalfant (de Storm) se produisit avec Neal Schon et Jonathan Cain à un roast en l'honneur du manager Herbie Herbert. Après ça, Schon, Cain, Valory, Smith et Rolie envisagèrent brièvement de reformer le groupe avec Chalfant comme chanteur principal.[citation nécessaire] Mais en 1995, Steve Perry accepta une réunion à condition que le groupe cherche un nouveau manager. Herbie Herbert fut remercié et le groupe engagea Irving Azoff, le manager des Eagles.[citation nécessaire]
En 1995, la formation d'Escape et de Frontiers (Perry, Schon, Cain, Valory et Smith) se réunit pour enregistrer Trial by Fire. L'album, sorti en 1996, contient le titre When You Love a Woman. Ce titre atteignit la douzième place du Billboard, se hissa à la trente-sixième place du Billboard Hot 100 de fin 1996 et fut nommé pour un Grammy Award de la meilleure performance pop d'un duo ou groupe avec chant. Trois titres de style rock mainstream (en) dans l'album atteignirent le top 40 : Message of Love (#18), Can't Tame the Lion (#33) et If He Should Break Your Heart (#38).
Le projet de tournée tourna court lorsque Perry se blessa à la hanche en faisant de l'escalade à Hawaii durant l'été 1997, puisqu'il se trouva dans l'impossibilité de donner un concert avant de s'être fait poser une prothèse de hanche – ce qu'il refusa pendant quelque temps,. En 1998, Schon et Cain décidèrent de chercher un nouveau chanteur, et à ce moment le batteur Steve Smith quitta le groupe.

### Remplacement du chanteur, 1998–aujourd'hui

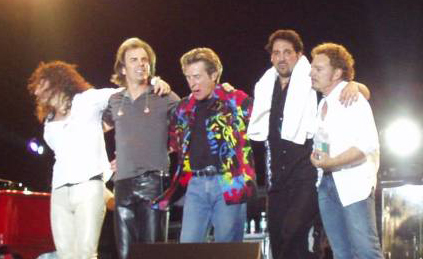
Journey en 2002: Steve Augeri, Jonathan Cain, Ross Valory, Deen Castronovo et Neal Schon

En 1998, Journey remplaça Steve Perry par Steve Augeri, qui avait fait partie de Tyketto et de Tall Stories. Le groupe engagea le batteur Deen Castronovo, qui avait joué avec Schon et Cain dans Bad English, et batteur de Hardline, pour remplacer Steve Smith. Le groupe sortit son album studio suivant, Arrival, en 2001. All the Way fut un succès mineur de la musique contemporaine pour adultes (en). En 2002, le groupe sortit un CD avec quatre titres, Red 13, avec une pochette choisie grâce à un concours de fans. En 2005, le groupe fut ajouté au Hollywood Walk of Fame et Steve Perry surprit beaucoup de spectateurs en faisant son apparition à l'événement. Également en 2005, Journey se lança dans une tournée de trentième anniversaire et sortit son douzième album studio complet, Generations, dans lequel chaque membre du groupe participe à la partie vocale d'au moins une chanson.
En juillet 2006, Steve Augeri fut écarté du groupe en pleine tournée avec Def Leppard: le groupe fit mention d'une "infection chronique de la gorge". Augeri souffrait de problèmes d'usure de la voix depuis 2003 et Journey fut accusé d'avoir utilisé des voix pré-enregistrées. Pendant près d'un an, Jeff Scott Soto de Talisman remplit la place vide, le groupe se référant à Soto pendant plusieurs mois comme chanteur officiel de Journey. Mais en juin 2007, le groupe annonça que Soto n'était plus le chanteur. Ce printemps-là, HBO diffusa la fin de la populaire série Les Soprano, qui finit avec la musique de Don't Stop Believin' jouée par le jukebox d'un diner. Sans chanteur, le groupe se trouvait dans l'incapacité de partir en tournée et il profita donc de la grande nostalgie pour la musique des années 1980 dont fit preuve la série.
Durant l'été 2007, Journey commença à chercher un nouveau chanteur. Après que Jonathan Cain et Neal Schon ont découvert sur YouTube des vidéos de Jeremey Hunsicker se produisant avec son groupe Frontiers, un tribute de Journey, ils décidèrent à la dernière minute de survoler le pays jusqu'à Charlotte (Caroline du Nord), pour voir Hunsicker sur scène. Après le concert, Schon et Cain abordèrent Hunsicker et l'invitèrent à venir en Californie et à auditionner pour voir s'il pouvait prendre la place de chanteur de Journey. Hunsicker répéta avec le groupe et ils écrivirent des chansons pour l'album suivant, Revelation. Au bout du compte, les choses ne fonctionnèrent pas entre Hunsicker et Journey. Bien qu'il ne devînt pas le nouveau chanteur du groupe, l'aide d'Hunsicker pour l'écriture de la chanson Never Walk Away, qui est la première piste de l'album Revelation, fut reconnue.
En décembre 2007, Journey engagea le chanteur philippin Arnel Pineda du cover band The Zoo après que Neal Schon l'ait vu sur YouTube interprétant des chansons de Journey. Leur album suivant, Revelation, démarra à la cinquième place du Billboard: il s'en vendit plus de 196,000 exemplaires durant les deux premières semaines et il resta dans le top 20 pendant six semaines. Journey eut également du succès au Billboard de la musique contemporaine pour adultes, où le single After All These Years resta pendant 23 semaines, atteignant jusqu'à la neuvième place. Les recettes de la tournée de 2008 en firent l'une de celles réalisant le plus gros chiffre d'affaires cette année-là: elle rapporta plus de 35 000 000 $. Le 18 décembre 2008, Revelation fut certifié disque de platine par la RIAA,. Le deuxième album du groupe avec Pineda, Eclipse, sortit le 24 mai 2011 et démarra à la treizième place du Billboard 200. En novembre 2011, Journey sort sa deuxième compilation, intitulée Journey: Greatest Hits: Volume 2, sur laquelle figurent des chansons choisies par l'ancien chanteur Steve Perry.
Bien que Pineda ne fut pas le premier membre de Journey à ne pas être de nationalité américaine (l'ancien batteur Aynsley Dunbar est anglais), ni même le premier à ne pas être blanc (l'ancien bassiste Randy Jackson est noir), la transition causa ce que l'écrivain Paul Liberatore du Marin Independent Journal appela « un courant de racisme sous-jacent parmi certains des fans de Journey ». Le claviériste Jonathan Cain répondit à de tels sentiments : « Nous sommes un groupe d'envergure mondiale. Nous sommes internationaux maintenant. Nous ne sommes pas d'une seule couleur. »
En 2012, le festival du film de Tribeca présenta la première mondiale d'un documentaire intitulé Don't Stop Believin': Everyman's Journey, réalisé par Ramona A. Diaz. Le documentaire raconte comment Journey a découvert son chanteur actuel, Arnel Pineda, et suit le groupe sur les routes pendant un an.
Le 14 juin 2015 Dee Castronovo est arrêté après avoir agressé son ex-petite amie. Il est congédié par Journey en août. Il est remplacé par l'ancien batteur du groupe Steve Smith.
Le groupe, à travers ses membres historiques Steve Perry, Neal Schon, Jonathan Cain, Ross Valory, Gregg Rolie, Aynsley Dunbar et Steve Smith, est intronisé au Rock and Roll Hall of Fame en avril 2017.

## Logo
Après avoir utilisé les membres du groupe dans diverses poses sur les trois premiers albums studio, Journey adopta en 1980 le logo du scarabée, un symbole emprunté aux hiéroglyphes égyptiens.

## Formation

### Membres actuels
- Neal Schon – guitare (depuis 1973)
- Todd Jensen – basse (depuis 2021)
- Jay Schellen  – batterie (depuis 2023)
- Jason Derlatka - clavier (depuis 2019)
- Richie Malone - guitare rythmique (depuis 2023)
- Jonathan Cain – claviers, guitare (depuis 1980)
- Arnel Pineda – chant (depuis 2007)

### Anciens membres
- Jeff Scott Soto – chant
- Gregg Rolie – claviers, chant
- Steve Perry – chant
- Ross Valory - basse
- Steve Augeri – chant
- Aynsley Dunbar – batterie
- George Tickner – guitare
- Prairie Prince – batterie
- Robert Fleischman – chant
- Randy Jackson – basse
- Mike Baird – batterie
- Larrie Londin – batterie
- Steve Smith - batterie
- Deen Castronovo – batterie, chœurs (1998-2015 2021-2023)

## Discographie

### Albums studio
1. Journey (1975)
2. Look Into The Future (1976)
3. Next (1977)
4. Infinity (1978)
5. Evolution (1979)
6. Departure (1980)
7. Dream, After Dream (1980)
8. Escape (1981)
9. Frontiers (1983)
10. Raised on Radio (1986)
11. Trial by Fire (1996)
12. Arrival (2001)
13. Generations (2005)
14. Revelation (2008)
15. Eclipse (2011)
16. Freedom (2022)

### Albums Lives
1. Captured (1981)
2. Live in Houston, Escape Tour (1981) (cd+dvd)
3. Greatest Hits Live (1998)
4. Journey 2001 (2001) (cd+dvd))
5. Alive in America (2014)
6. Live In Japan : Escape + Frontiers (35th anniversary) (2017) (2 cd+blu-ray)
7. Live in concert at lollapalooza  (2022) - 9 décembre 2022

### EP
1. Red 13 (2002)

### Compilations
1. In the Beginning (1980)
2. Greatest Hits (1988)
3. Time3 (1992) - (Coffret 3 CD)
4. The Essential Journey (2001)
5. Don't Stop Believin', The Best Of (2009) - (2 CD)

## Dans la culture populaire
Au fil des années, les chansons de Journey ont été entendues ou mentionnées dans de nombreux films, émissions télé, jeux vidéo, et même à Broadway. Elles ont été reprises par de nombreux artistes et adoptées par des équipes sportives. En particulier, on peut entendre Don't Stop Believin' dans le dernier épisode des Sopranos ; le titre a aussi été adapté par la série télévisée Glee, chanté par les acteurs de Les Griffin, adopté comme hymne non officiel des équipes de la Série mondiale de baseball en 2005 et 2010, joué par les Chipmunks dans leur album Undeniable en 2008 et chanté à Broadway par les acteurs de la comédie musicale Rock of Ages. Il est aussi à noter que le personnage principal de la série Scrubs est fan du groupe et que l'on entend plusieurs chansons tout au long de la série. Les frères Winchester dans la série Supernatural écoutent également ce titre pendant leur Road Trip à travers les Etats-Unis et leur traque de l'assassin de leur mère. La chanson Any way you wan't it a été utilisée comme générique de fin de l'épisode des Simpson  Le fils indigne de M. Burns (saison 8).